# Catocala elda
Catocala elda är en fjärilsart som beskrevs av Hans Hermann Behr 1887. Catocala elda ingår i släktet Catocala och familjen nattflyn. Inga underarter finns listade i Catalogue of Life.